# Zapasy na Letnich Igrzyskach Olimpijskich 2004 – kategoria do 60 kg w stylu klasycznym
Rywalizacja w wadze do 60 kg mężczyzn w zapasach w stylu klasycznym na Letnich Igrzyskach Olimpijskich 2004 została rozegrana 25 i 26 sierpnia. Zawody odbyły się w hali Ano Liosia Olympic Hall w Ano Liosia.
W zawodach wzięło udział 22 zawodników.

## Klasyfikacja[1]
| Pozycja | Nazwisko             |
| ------- | -------------------- |
|         | Jeong Ji-hyeon       |
|         | Roberto Monzón       |
|         | Armen Nazarian       |
| 4       | Aleksiej Szewcow     |
| 5       | Makoto Sasamoto      |
| 6       | Nurłan Kojżajganow   |
| 7       | Eusebiu Diaconu      |
| 8       | Şeref Tüfenk         |
| 9       | Akaki Czaczua        |
| 10      | Jim Gruenwald        |
| 11      | Ali Aszkani          |
| 12      | Aszraf al-Gharabili  |
| 13      | Ai Linu’er           |
| 14      | Vitali Rəhimov       |
| 15      | Sidney Guzmán        |
| 16      | Włodzimierz Zawadzki |
| 17      | Ołeksandr Chwoszcz   |
| 18      | Davor Štefanek       |
| 19      | Jurij Kohl           |
| 20      | Christos Gikas       |
| 21      | Hugo Passos          |
| 22      | Paolo Fucile         |

## Zasady
Uczestnicy zostali podzielni na grupy. Najlepszy zawodnik awansował do dalszej rywalizacji w rundzie finałowej
- TF – Łopatki
- PP – Na punkty (Pokonany zdobył punkty)
- PO – Na punkty (Pokonany bez punktów)
- ST – Przewaga (10 punktów różnicy, przewaga techniczna)
- CP – Punkty
- TP – Punkty techniczne/Czas

## Wyniki[2]

### Grupa 1
| Miejsce | Zawodnik             | Kraj             | W | P | CP | TP |
| ------- | -------------------- | ---------------- | - | - | -- | -- |
| 1       | Jeong Ji-hyeon       | Korea Południowa | 2 | 0 | 6  | 13 |
| 2       | Vitali Rəhimov       | Azerbejdżan      | 1 | 1 | 3  | 4  |
| 3       | Włodzimierz Zawadzki | Polska           | 0 | 2 | 2  | 4  |

| Zapaśnik 1           | Zapaśnik 2           | CP  |    | TP   |
| -------------------- | -------------------- | --- | -- | ---- |
| Włodzimierz Zawadzki | Jeong Ji-hyeon       | 1-3 | PP | 2-10 |
| Vitali Rəhimov       | Włodzimierz Zawadzki | 3-1 | PP | 4-2  |
| Jeong Ji-hyeon       | Vitali Rəhimov       | 3-0 | PO | 3-0  |

### Grupa 2
| Miejsce | Zawodnik        | Kraj              | W | P | CP | TP |
| ------- | --------------- | ----------------- | - | - | -- | -- |
| 1       | Eusebiu Diaconu | Rumunia           | 2 | 0 | 7  | 13 |
| 2       | Jim Gruenwald   | Stany Zjednoczone | 1 | 1 | 5  | 13 |
| 3       | Hugo Passos     | Portugalia        | 0 | 2 | 0  | 7  |

| Zapaśnik 1      | Zapaśnik 2      | CP  |    | TP   |
| --------------- | --------------- | --- | -- | ---- |
| Hugo Passos     | Eusebiu Diaconu | 0-4 | ST | 0-10 |
| Jim Gruenwald   | Hugo Passos     | 4-0 | TF | 5:41 |
| Eusebiu Diaconu | Jim Gruenwald   | 3-0 | PP | 3-1  |

### Grupa 3
| Miejsce | Zawodnik            | Kraj     | W | P | CP | TP |
| ------- | ------------------- | -------- | - | - | -- | -- |
| 1       | Armen Nazarian      | Bułgaria | 2 | 0 | 6  | 15 |
| 2       | Aszraf al-Gharabili | Egipt    | 1 | 1 | 4  | 5  |
| 3       | Ołeksandr Chwoszcz  | Ukraina  | 0 | 2 | 2  | 4  |

| Zapaśnik 1          | Zapaśnik 2          | CP  |    | TP   |
| ------------------- | ------------------- | --- | -- | ---- |
| Armen Nazarian      | Aszraf al-Gharabili | 3-1 | PP | 7-3  |
| Ołeksandr Chwoszcz  | Armen Nazarian      | 1-3 | PP | 1-8  |
| Aszraf al-Gharabili | Ołeksandr Chwoszcz  | 3-1 | PP | 12-3 |

### Grupa 4
| Miejsce | Zawodnik        | Kraj                | W | P | CP | TP |
| ------- | --------------- | ------------------- | - | - | -- | -- |
| 1       | Makoto Sasamoto | Japonia             | 2 | 0 | 7  | 20 |
| 2       | Sidney Guzmán   | Peru                | 1 | 1 | 3  | 3  |
| 3       | Davor Štefanek  | Serbia i Czarnogóra | 0 | 2 | 2  | 2  |

| Zapaśnik 1      | Zapaśnik 2      | CP  |    | TP   |
| --------------- | --------------- | --- | -- | ---- |
| Sidney Guzmán   | Makoto Sasamoto | 0-4 | ST | 0-11 |
| Davor Štefanek  | Sidney Guzmán   | 1-3 | PP | 1-3  |
| Makoto Sasamoto | Davor Štefanek  | 3-1 | PP | 9-1  |

### Grupa 5
| Miejsce | Zawodnik           | Kraj       | W | P | CP | TP |
| ------- | ------------------ | ---------- | - | - | -- | -- |
| 1       | Nurłan Kojżajganow | Kazachstan | 2 | 0 | 6  | 14 |
| 2       | Akaki Czaczua      | Gruzja     | 1 | 1 | 5  | 16 |
| 3       | Paolo Fucile       | Włochy     | 0 | 2 | 0  | 2  |

| Zapaśnik 1         | Zapaśnik 2         | CP  |    | TP   |
| ------------------ | ------------------ | --- | -- | ---- |
| Paolo Fucile       | Akaki Czaczua      | 0-4 | ST | 0-10 |
| Nurłan Kojżajganow | Paolo Fucile       | 3-0 | PO | 7-0  |
| Akaki Czaczua      | Nurłan Kojżajganow | 1-3 | PP | 6-7  |

### Grupa 6
| Miejsce | Zawodnik         | Kraj   | W | P | CP | TP |
| ------- | ---------------- | ------ | - | - | -- | -- |
| 1       | Aleksiej Szewcow | Rosja  | 2 | 0 | 6  | 11 |
| 2       | Ai Linu’er       | Chiny  | 1 | 1 | 4  | 5  |
| 3       | Jurij Kohl       | Niemcy | 0 | 2 | 1  | 2  |

| Zapaśnik 1       | Zapaśnik 2       | CP  |    | TP  |
| ---------------- | ---------------- | --- | -- | --- |
| Ai Linu’er       | Aleksiej Szewcow | 1-3 | PP | 2-4 |
| Jurij Kohl       | Ai Linu’er       | 1-3 | PP | 2-3 |
| Aleksiej Szewcow | Jurij Kohl       | 3-0 | PO | 7-0 |

### Grupa 7
| Miejsce | Zawodnik       | Kraj   | W | P | CP | TP |
| ------- | -------------- | ------ | - | - | -- | -- |
| 1       | Roberto Monzón | Kuba   | 3 | 0 | 9  | 16 |
| 2       | Şeref Tüfenk   | Turcja | 2 | 1 | 6  | 8  |
| 3       | Ali Aszkani    | Iran   | 1 | 2 | 5  | 8  |
| 4       | Christos Gikas | Grecja | 0 | 3 | 1  | 1  |

| Zapaśnik 1     | Zapaśnik 2     | CP  |    | TP  |
| -------------- | -------------- | --- | -- | --- |
| Christos Gikas | Şeref Tüfenk   | 0-3 | PO | 0-5 |
| Roberto Monzón | Ali Aszkani    | 3-1 | PP | 4-1 |
| Christos Gikas | Roberto Monzón | 0-3 | PO | 0-7 |
| Şeref Tüfenk   | Ali Aszkani    | 3-1 | PP | 3-1 |
| Christos Gikas | Ali Aszkani    | 1-3 | PP | 1-6 |
| Şeref Tüfenk   | Roberto Monzón | 0-3 | PO | 0-5 |

### Runda finałowa[3]
|  | Ćwierćfinały       | Ćwierćfinały       | Ćwierćfinały |  |  | Półfinały        | Półfinały        | Półfinały      |   |                | Finał                 | Finał                 | Finał                 |
|  |                    |                    |              |  |  |                  |                  |                |   |                |                       |                       |                       |
|  | Jeong Ji-hyeon     | Jeong Ji-hyeon     | 6            |  |  |                  |                  |                |   |                |                       |                       |                       |
|  | Eusebiu Diaconu    | Eusebiu Diaconu    | 0            |  |  | Jeong Ji-hyeon   | Jeong Ji-hyeon   | 3              |   |                |                       |                       |                       |
|  | Armen Nazarian     | Armen Nazarian     | 5            |  |  | Armen Nazarian   | Armen Nazarian   | 1              |   |                |                       |                       |                       |
|  | Makoto Sasamoto    | Makoto Sasamoto    | 3            |  |  |                  |                  |                |   | Jeong Ji-hyeon | Jeong Ji-hyeon        | 3                     |                       |
|  | Nurłan Kojżajganow | Nurłan Kojżajganow | 1            |  |  |                  | Roberto Monzón   | Roberto Monzón | 0 |                |                       |                       |                       |
|  | Aleksiej Szewcow   | Aleksiej Szewcow   | 3            |  |  | Aleksiej Szewcow | Aleksiej Szewcow | 3              |   |                |                       |                       |                       |
|  |                    |                    |              |  |  | Roberto Monzón   | Roberto Monzón   | 6              |   |                | Walka o brązowy medal | Walka o brązowy medal | Walka o brązowy medal |
|  |                    |                    |              |  |  |                  |                  |                |   |                |                       |                       |                       |
|  |                    |                    |              |  |  |                  |                  |                |   |                | Armen Nazarian        | Armen Nazarian        | 4                     |
|  |                    |                    |              |  |  |                  |                  |                |   |                | Aleksiej Szewcow      | Aleksiej Szewcow      | 3                     |

|  |                    |                    |   |
|  | o 5 miejsce        |                    |   |
|  |                    |                    |   |
|  |                    |                    |   |
|  |                    |                    |   |
|  | Makoto Sasamoto    | Makoto Sasamoto    | 4 |
|  | Makoto Sasamoto    | Makoto Sasamoto    | 4 |
|  | Nurłan Kojżajganow | Nurłan Kojżajganow | 0 |
|  | Nurłan Kojżajganow | Nurłan Kojżajganow | 0 |
|  |                    |                    |   |